# 東北省 (斯里蘭卡)
東北省是斯里蘭卡東北海岸的一個舊省份。面積17,655平方公里。2001年人口為2,460,565人。首府賈夫納。下分8區。
1987年－2006年間由北部省和東部省組成，後來被裁定分離。